# Mestni promet Nova Gorica
Avtobusni mestni promet Nova Gorica se izvaja na 5 avtobusnih linijah na območju Mestne občine Nova Gorica in Občine Šempeter - Vrtojba.
Povezuje bivalna naselja mesta Nova Gorica s središčem mesta in avtobusno postajo, ter primestnimi naselji Solkan, Kromberk, Loke, Ajševica in Rožna Dolina ter Šempeter in Vrtojbo. Med Novo Gorico in Gorico vozi tudi mednarodna mestna proga.

## Izvajalec
Podeljeno koncesijo javnega avtobusnega mestnega prometa izvaja podjetje Nomago.

## Število potnikov
Od leta 2000 do leta 2005, ko je bil MPP plačljiv, je število potnikov stalno upadalo. Leta 2000 so prepeljali 235.353 potnikov, leta 2005 pa le še 165.477. Z letom 2006 je postal MPP brezplačen in od takrat do leta 2009 je število potnikov naraščalo. Leta 2009 je število potnikov doseglo vrhunec, prepeljanih je bilo 426.761 potnikov. Od vrhunca število potnikov konstantno upada. Leta 2011 so mestni avtobusi prepeljali 334.603 potnike.  Z upadanjem potnikov na mestnih avtobusih pa se število avtomobilov stalno veča. V prvi tretjini leta 2012 se je število potnikov znova povečalo. Še vedno ostaja linija 2 najbolj obremenjena proga.
| Leto | Št. potnikov |
| ---- | ------------ |
| 2000 | 235.353      |
| 2001 | 218.192      |
| 2002 | 197.155      |
| 2003 | 182.024      |
| 2004 | 171.910      |
| 2005 | 165.477      |
| 2006 | 290.734      |
| 2007 | 380.366      |
| 2008 | 410.643      |
| 2009 | 426.761      |
| 2010 | 389.423      |
| 2011 | 334.603      |
| 2012 | 146.057P     |

Legenda:
P - preliminarni podatki januar - april 2012

## Vozovnice
Vožnje so brezplačne, razen na mednarodni mestni avtobusni liniji, kjer je treba odšteti 1,30€.

## Seznam in sheme linij mestnega prometa

#### Linija 1
| št. | relacija                                                                 | delavnik     | trasa linije       |
| --- | ------------------------------------------------------------------------ | ------------ | ------------------ |
| 1   | Solkan – Prvomajska – AP Nova Gorica – Rožna Dolina – Šempeter – Vrtojba | 6.05 - 15.50 | 1 na OpenStreetMap |

#### Linija 2
| št. | relacija                                                                               | delavnik     | sobota, nedelja in praznik | trasa linije       |
| --- | -------------------------------------------------------------------------------------- | ------------ | -------------------------- | ------------------ |
| 2   | Solkan – Cankarjeva – AP Nova Gorica – Rožna Dolina – Šempeter – Vrtojba PTP – Vrtojba | 5.30 - 20.30 | 6.30 - 20.30               | 2 na OpenStreetMap |

#### Linija 4
| št. | relacija | delavnik     | trasa linije       |
| --- | --- | ------------ | ------------------ |
| 4   | (Stara Gora pokopališče) – Loke – Kromberk – Cankarjeva – AP Nova Gorica – Rožna dolina – Šempeter – Vrtojba PTP – Vrtojba | 6.20 - 16.15 | 4 na OpenStreetMap |

#### Linija Stara Gora pokopališče
| št. | relacija                                               | delavnik          | trasa linije                  |
| --- | ------------------------------------------------------ | ----------------- | ----------------------------- |
|     | AP Nova Gorica – Rožna Dolina – Stara Gora pokopališče | T Č 10.10 - 11.10 | NG – SG pok. na OpenStreetMap |

#### Linija Nova Gorica – Gorica
| št. | relacija                                                                            | delavnik, sobota       | trasa linije             |
| --- | ----------------------------------------------------------------------------------- | ---------------------- | ------------------------ |
|     | AP Nova Gorica – Cankarjeva – ŽP Nova Gorica – ŽP Gorica AP Nova Gorica – ŽP Gorica | I 8.05 - 19.20 I 19.50 | NG – GO na OpenStreetMap |

#### Linija Solkan – Okrepčevalnica Žogica
| št. | relacija                       | delavnik                      | trasa linije |
| --- | ------------------------------ | ----------------------------- | ------------ |
|     | Solkan – Okrepčevalnica Žogica | P 9.24 - 9.28 & 17.25 - 17.28 | -            |

Legenda
- T Č - Vozi ob torkih in četrtkih
- Z - 1. september - 30. junij
- P - 1. julij - 31. avgust
- I - linija obratuje samo ko je v Italiji delavnik

### Predlogi linij
| št. | relacija                                |
| --- | --------------------------------------- |
| ?   | Solkan – Nova Gorica – Šempeter – Renče |

## Zgodovina
Ukinjene linije
- Nova Gorica – Mercator Kromberk
- Solkan – Miren

## Shema linij mestnega prometa
- Grafična shema

## Avtobusi
- 1× MAN NL 262 (#37)
- 1× MAN NL 263 (#41)
- 1× MAN Lion's City M (#120)
- 1× Mercedes-Benz Sprinter 6t (#708)
- 1× avtobus italijanskega prevoznika APT Gorizia na mednarodni progi v popoldanskih urah.